# Jindřichův Hradec (huyện)
Huyện Jindřichův Hradec (tiếng Séc: Okres Jindřichův Hradec) là một huyện (okres) nằm trong vùng Nam Bohemia của Cộng hòa Séc. Huyện Jindřichův Hradec có diện tích 1944 km², dân số năm 2002 là 92846 người. Thủ phủ huyện đóng ở Jindřichův Hradec. Huyện này có 106 khu tự quản.

## Các khu tự quản
Huyện Jindřichův Hradec có 106 khu tự quản sau: